# Campeonato Asiático de Hockey sobre Patines de 2018
El XVIII Campeonato Asiático de Hockey sobre Patines se celebró en la ciudad surcoreana de Namwon entre el 7 y el 13 de septiembre de 2018 con la participación de siete Selecciones nacionales masculinas de hockey patines, dentro de los Campeonatos de Asia de Patinaje, junto a los respectivos campeonatos asiáticos de otras modalidades de este deporte como el hockey en línea, freestile, patinaje de velocidad y patinaje artístico.
En esta edición se disputó el campeonato en sus modalidades masculina y femenina.

## Equipos participantes
Participaron las mismas cuatro selecciones nacionales que habían disputado el anterior campeonato de 2016, y además regresaron a la competición Australia y China, participando por primera vez Nueva Zelanda. 
| Macao (1)         |
| India (2)         |
| Taiwán (3)        |
| Japón (4)         |
| Australia (-)     |
| China (-)         |
| Nueva Zelanda (-) |

## Resultados
El campeonato se disputó mediante sistema de liga a una sola vuelta entre todos los participantes, obteniendo tres puntos el ganador de cada partido, un punto en caso de empate, y cero puntos el perdedor del partido.
|               | AUS | MAC | JAP | IND | TPE  | NZL  | CHN  |
| ------------- | --- | --- | --- | --- | ---- | ---- | ---- |
| Australia     | –   | 3-3 | 4-1 | 5-1 | 7–4  | 5–1  | 16–0 |
| Macao         | –   | -   | 6-6 | 8-4 | 13–2 | 12–3 | 25–2 |
| Japón         | –   | -   | -   | 2-1 | 5–3  | 8–1  | 16–4 |
| India         | –   | -   | -   | -   | 8–4  | 13–1 | 14–2 |
| Taiwán        | –   | -   | -   | -   | –    | 13–6 | 13–1 |
| Nueva Zelanda | –   | -   | -   | -   | –    | –    | 10–1 |
| China         | –   | -   | -   | -   | –    | –    | –    |

## Clasificación final
- Australia como campeón continental de Asia-Oceanía obtiene la clasificación para la Intercontinental Championship de 2019, la segunda categoría en los Juegos Mundiales de Patinaje.
- Macao, Japón, India, Taiwán y Nueva Zelanda obtienen la clasificación para el Challenger Championship de 2019, la tercera categoría en los Juegos Mundiales de Patinaje.
- China no podrá acceder a los Juegos Mundiales de Patinaje, salvo que reciba invitación para la cobertura de vacantes.

| Equipo        | Pts | PJ | PG | PE | PP | GF | GC | DG  |
| ------------- | --- | -- | -- | -- | -- | -- | -- | --- |
| Australia     | 16  | 6  | 5  | 1  | 0  | 40 | 10 | 30  |
| Macao         | 14  | 6  | 4  | 2  | 0  | 67 | 20 | 47  |
| Japón         | 13  | 6  | 4  | 1  | 1  | 39 | 19 | 19  |
| India         | 9   | 6  | 3  | 0  | 3  | 41 | 22 | 19  |
| Taiwán        | 6   | 6  | 2  | 0  | 4  | 39 | 40 | -1  |
| Nueva Zelanda | 3   | 6  | 1  | 0  | 5  | 22 | 52 | -30 |
| China         | 0   | 6  | 0  | 0  | 6  | 10 | 94 | -84 |

| Predecesor: Campeonato Asiático 2016 | Campeonato Asiático de Hockey sobre Patines 2018 | Sucesor: Campeonato Asiático 2023 |

- Datos: Q56839054